# Merze Tate

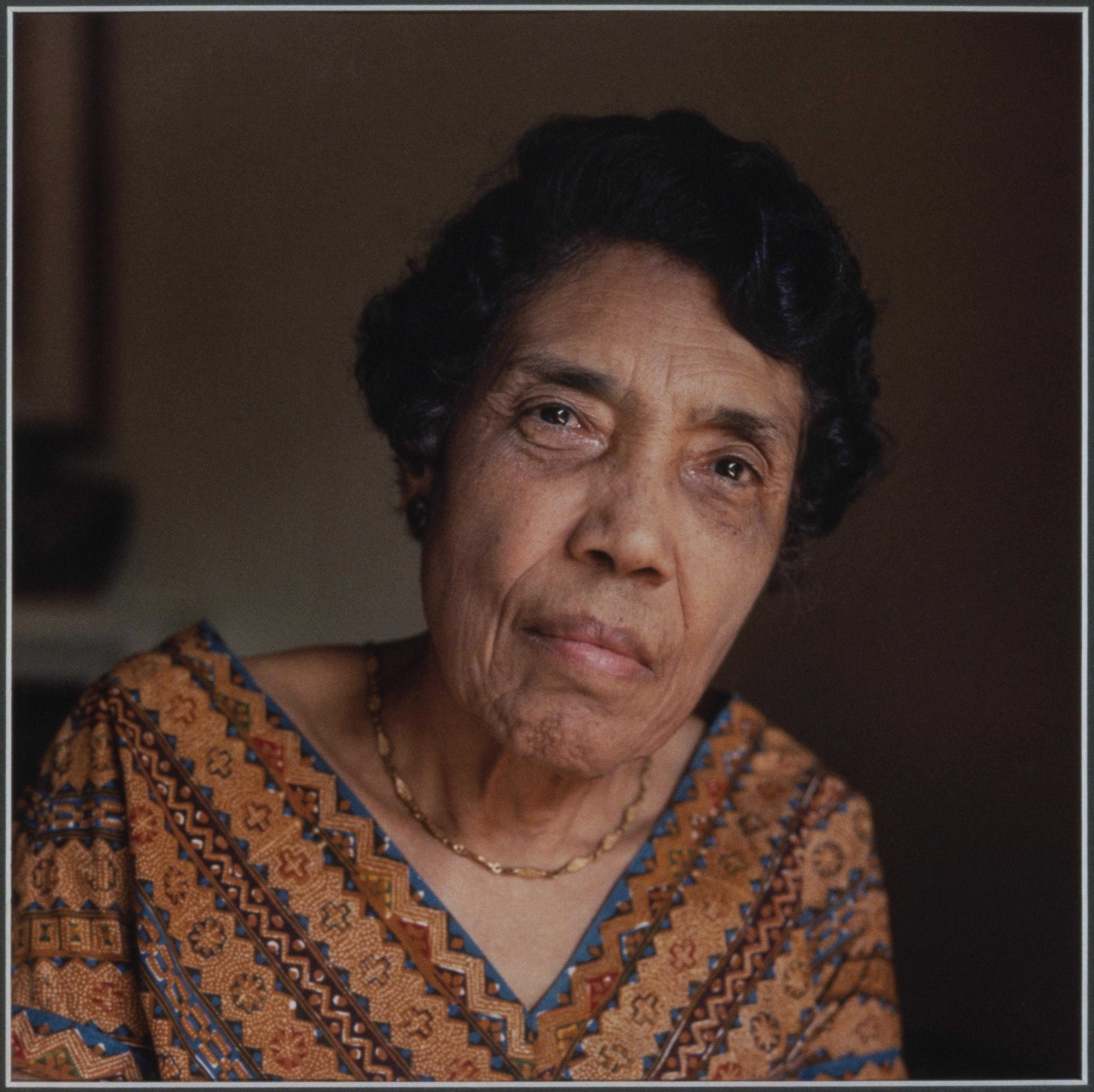
Merze Tate

Verne Merze Tate (* 6. Februar 1905 in Rolland Township, Michigan, USA; † 27. Juni 1996 in Washington, D.C., USA) war eine US-amerikanische Historikerin und Hochschullehrerin. Sie war Professorin für Geschichte an der Howard University. Als erste Afroamerikanerin erhielt sie 1927 einen Bachelor-Abschluss am Western State Teachers College und 1935 einen Bachelor of Literature an der University of Oxford.

## Leben und Werk
Tate war das zweite von drei Kindern von Charles und Myrtle (Lett) Tate. Ihre Urgroßeltern waren von Ohio nach Michigan ausgewandert, nachdem sie durch den Homestead Act Land erhalten hatten. Tate besuchte im Alter von 5 Jahren eine Grundschule, die sich auf einem Grundstück ihrer Familie befand. Mit 13 Jahren besuchte sie die Blanchard High School, die sie auf Grund eines Brandes am Ende der zehnten Klasse als jüngste und einzige afroamerikanische Schülerin abschloss. Sie arbeitete dann als Dienstmädchen bei einer Familie in Battle Creek, wo sie die Battle Creek High School abschloss. Anschließend bewarb sie sich am Western State Teachers College (heute Western Michigan University) und erhielt ein Studienstipendium. Nachdem sie ihre Lehrerausbildung abgeschlossen hatte, unterrichtete sie ein Jahr lang in Cass County und setzte ihr Studium durch Fernkurse fort. Sie kehrte an das Western Michigan Teachers’ College zurück und erlangte bereits nach drei Jahren 1927 als erste Afroamerikanerin am Western Michigan Teachers’ College einen Bachelor of Arts.
In Michigan wurden zu der Zeit an den weiterführenden Schulen keine afroamerikanischen Lehrer eingestellt. In Indianapolis erhielt Tate eine Lehrerstelle an der Crispus Attucks High School und studierte berufsbegleitend am Teachers College der Columbia University. Hier erwarb sie 1930 einen Master-Abschluss.

## Studium an der University of Oxford
Mit einem Alpha-Kappa-Alpha-Sorority-Stipendium bewarb sich Tate bei der Society of Home Students, heute St. Anne’s College, um einen Abschluss in B.Litt. in Internationalen Beziehungen. Nachdem sie die notwendige Prüfung bei der American Association of University Women bestanden hatte, reiste sie mit einem Dampfer nach Großbritannien. 1932 schrieb sich Tate als erste Afroamerikanerin an der University of Oxford ein, wo sie europäische diplomatische Geschichte, fortgeschrittene Wirtschaftswissenschaften und Welthandel, internationale Beziehungen und internationales Recht studierte. Obwohl ihr Stipendium nur eine Laufzeit von einem Jahr hatte, hatte sie ihr Haus in den USA verkauft und Geld gespart, um ihr Studium zu finanzieren. Eine Finanzkrise in den Vereinigten Staaten versperrte ihr jedoch den Zugang zu ihren Geldern und sie musste Kredite aufnehmen, um ihren Lebensunterhalt zu bestreiten und ihr Studium in Oxford fortzusetzen.
Sie verbrachte die Sommer in Frankreich, wo sie die Tochter einer Gräfin unterrichtete. Sie besuchte außerdem Sommerkurse an der Geneva School of International Studies in der Schweiz und der Universität Berlin in Deutschland. Kurz bevor sie ihre Abhandlung einreichen sollte, erlitt Tate eine Verletzung, die es erforderlich machte, Oxford zur Genesung zu verlassen. Tate reichte ihre Arbeit The Movement For Disarmament 1853–1914 im Mai 1934 ein und legte am 26. Mai ihre Rigorositätsprüfung ab. Am 12. Juni teilte der Prüfungsausschuss jedoch mit, dass keine Entscheidung getroffen worden sei, und empfahl ihr, ihre Arbeit im darauffolgenden Jahr erneut einzureichen. Um einen Oxford-Abschluss zu erhalten, musste ein Nachweis über einen Wohnsitz in Oxford während der Semesterzeit vorgelegt werden. Am 1. Dezember 1934 wurde sie wieder an der Universität aufgenommen und reichte ihre Arbeit mit einem geänderten Thema im darauffolgenden Mai wieder ein. Sie sicherte sich die Finanzierung durch Stipendien und Härtefallfonds, die sie später zurückzahlte, um ihre Abhandlung erneut einreichen zu können. Im Juni 1935 erhielt sie als erste Afroamerikanerin einen Bachelor of Literature von an der University of Oxford.
1936 beteiligte sie sich an der Finanzierung des Hartland House, des ersten Gebäudes des Colleges, in dem sich heute die Bibliothek befindet. In Anerkennung ihrer Leistungen wurde der 2017 fertiggestellte Gruppenstudienraum im Tim-Gardam-Gebäude nach ihr benannt.

## Hochschullehrerin und Autorin
Von 1935 bis 1936 war sie Dekanin am Barber-Scotia College in Concord, North Carolina, von 1936 bis 1941 unterrichtete sie am North Carolina State College in Durham, anschließend bis 1942 am Department of History and social Science am Bennett College in Greensboro, North Carolina. 1941 promovierte sie mit einem Rosenwald-Stipendium als erste afroamerikanische Frau am Radcliffe College der Harvard University mit der Dissertation The Movement for a Limitation of Armament to 1907.
Im Semester 1941/1942 unterrichtete sie am Morgan State College und übernahm die Position der Dekanin für Frauen. Im Anschluss an diese Position wechselte sie 1942 als Professorin für Geschichte an die Abteilung für Geschichte der Howard University, wo sie bis zu ihrer Pensionierung 1977 arbeitete.
1950 erhielt Tate eines der ersten Fulbright-Stipendien. Sie beantragte eine Reise nach Indien und wurde an die Visva-Bharati-Universität von Tagore in der Nähe von Kalkutta versetzt, die ihr als Stützpunkt für Vorlesungen in Indien, Asien und im Pazifik diente. In den 1970er Jahren reiste sie nach Afrika, über das sie jahrzehntelang geschrieben und gelehrt hatte. Ihr letztes Forschungsprojekt war eine Untersuchung des Ausbaus von Eisenbahnen, Tiefseehäfen, der Mineraliengewinnung und des internationalen Unternehmensimperialismus im Afrika nach der Unabhängigkeit.
Sie war Autorin von sieben Büchern, 34 Zeitschriftenartikel und 45 Rezensionsaufsätzen in einer Zeit, in der Segregation und Diskriminierung Frauen von wissenschaftlichen Verlagen und Fachgesellschaften vielfach ausschlossen.
Der Merze Tate Room im Gebäude der Oxford-Fakultät für Geschichte ist ihr zu Ehren benannt. Der Merze Tate Award für die beste Dissertation im Bereich Internationale Beziehungen, Recht und Politik wird jährlich von der American Political Science Association verliehen. An der Western Michigan University wurde das Merze Tate Grant and Innovation Center am College of Education and Human Development eingerichtet. 2008 gründete Bernard-Hollins mit Hilfe eines Zuschusses der Kalamazoo Community Foundation den Merze Tate Travel Club.
Tate starb 1996 im Alter von 91 Jahren.

## Ehrungen
- 1970: Distinguished Alumni Award
- 1981: Ehrendoktorwürde der Howard University
- 1990: Aufnahme in die Michigan Women’s Hall of Fame
- 1991: der AHA Award for Scholarly Distinction

## Veröffentlichungen (Auswahl)
- Merze Tate und Fidele Foy: More Light on the Abrogation of the Anglo-Japanese Alliance. In: Political Science Quarterly. Band 74, Nr. 4, Dezember 1959, doi:10.2307/2146422, S. 532–554.